# Lavoisiera tetragona
Lavoisiera tetragona är en tvåhjärtbladig växtart som beskrevs av Dc.. Lavoisiera tetragona ingår i släktet Lavoisiera och familjen Melastomataceae. Inga underarter finns listade i Catalogue of Life.